# Anna Ondrejičková
Anna Ondrejičková (* 20. prosince 1935, Lipové) je slovenská paleontoložka a vědecká pracovníce.

## Život
Narodila se v Lipovém, okres Komárno. Po gymnaziálních studiích v Komárně v roce 1953 absolvovala 1. ročník na FGGV UK v Bratislavě a čtyři ročníky na Geologicko-geografické fakultě Univerzity Karlovy v Praze. Specializovala se v oboru zoopaleontológie a byla žačkou významných vysokoškolských učitelů, jakými byli profesoři V. Kettner, J. Augusta, Z. Špinar a V. Pokorný. Studium ukončila v roce 1958. Vědeckou aspiranturu absolvovala na Přírodovědecké fakultě Univerzity Komenského v Bratislavě. Kandidátskou disertační práci z paleontologie obhájila v roce 1970, na základě čehož jí byla udělena vědecká hodnost kandidát geologických věd (CSc.). V témže roce získala i titul doktor přírodovědy (RNDr.). Je vdaná. Jejím manželem je slovenský geofyzik a bonsajista Ing. Ľudovít Husák, CSc.

## Kariéra
Pracovala na GÚDŠ (nyní Štátny geologický ústav Dionýza Štúra) v Bratislavě (1958–1994), na makro- a mikropaleontologickém výzkumu jako vedoucí vědecký pracovník. Ve své vědecké výzkumné práci se jako paleontoložka věnovala dvěma, z hlediska biostratigrafie významným skupinám organismů – měkkýšům oligocénu a miocénu Západních Karpat a radiolariím mezozoika. Jako paleontolog-biostratigraf se podílela na řešení důležitých stratigrafických, paleoekologických a paleofaciálních problémů Západních Karpat, i v mezinárodním měřítku v rámci Paratetýdy, na projektech IGCP a v dvoustranné spolupráci s albánskými, francouzskými, gruzínskými, maďarskými, polskými, rakouskými a italskými specialisty. Výsledky její práce sloužily jako podklady ke geologickým a hydrogeologickým mapám a výzkumu nerostných surovin, především kaustobiolitů.
Hlavním pilířem studia měkkýšů byla paleontologická charakteristika typových facií jednotlivých stupňů oligocénu a miocénu jako podkladů pro stanovení neostratotypů a faciostratotypů Paratetydy. Především byly studovány sedimenty Rupel, Eger, egenburgu, otnangu, Karpat, Badenu a šarm v oblasti Podunajské nížiny, Ipeľské kotliny, Lučenské kotliny a Rimavské kotliny i Vídeňské pánve. Výsledky výzkumů jsou prezentovány v pěti svazcích monografického díla mezinárodního významu Chronostratographie und Neostratotypen (SAV, Bratislava, 1967, 1971, 1973, 1975, 1978) ve spolupráci s významnými specialisty v oblasti Paratetydy.
Ve výzkumu radiolarií zaměřila svá studia na stanovení stáří radiolaritů a radiolariových vápenců, které byly v minulosti zařazovány pouze na základě svého postavení ve facii, bez přímých paleontologických důkazů. Radiolarie jsou v těchto sedimentech často jediným zdrojem biostratigrafických informací souvisejících s jejich věkovým zařazením. Tak byl na jejich základě poprvé v krížňanském příkrovu stanovený věk, a to v Strážovských vrších, Velké Fatře, Malé Fatře, Nízkých Tatrách a Belianských Tatrách (Polák - Ondrejičková, 1993, 1995). Dále byl prokázán střední trias a střední jura v meliatiku a střední jura v podloží paleozoika brusnické antiklinály. Důležitým výsledkem studie radiolarií bylo zjištění meliatika v Severních Vápencových Alpách v Rakousku (Mandl – Ondrejičkova, 1991, 1993) a ve spolupráci s francouzskými a italskými geology byla pomocí radiolarií prokázána vrchní jura v podloží mauretánského flyše v Maghrebské Tetyde. Stejně pomocí radiolarií byla stanovena nová litostratigrafická jednotka – ždiarske souvrství, pro krížňanský příkrov Tater.
Byla členkou komise RCMNS pro sekci Mollusca za Československo (1975–1979), členkou geologické a paleontologické společnosti a členkou slovenské komise pro udělování vědeckých hodností.

## Publikace
Její práce jsou obsaženy ve více než 100 závěrečných zprávách a 50 článcích. Jako spoluautorka řešených problémů publikovala výsledky v četných pracích, z nichž k nejdůležitějším patří, např.:
- Proposal for the terminology of fossil marine benthic shelf ecosystems. Geol. Carpath. 42, 4 (1991), 231-240;
- Űber eine triadische Tiefwasserfazies (Radiolarite, Tonschiefer) in den Nördlichen Kal Alpen – ein Vorbericht. Jb. Geol. B. – A. 134, 2, Wien, (1991), 309-318;
- Radiolarien und Conodonten aus dem Meliatikum im Ostäbschnitt der Nördlichen Kal Alpen (Österreich) Jb. Geol. B. – A. 136/4 Wien, (1993), 841-871;
- Lithology, mocrofacies and biostratigraphy of radiolarian limestones, radiolarites in the Krížna nappe of the Western Carpathians. Miner. Slov. 25, (1993), 391-410;
- Untémoin des réries jurassiques du Bassin Maghrébin en Sicile: la formation de la Contrada Lanzeri, la base du flysch maurétanien du Monte Soro. C.R. Acad. Sci. Paris, 320, série lia, Paris, (1995), 601-607;
- Lithostratigraphy of radiolarian limestones and radiolarites of the envelope sequence in the Veľká Fatra Mts. Slovak Geological Magazine 2/95, (1995), 153-158.